# Once More, with Feeling
"Once More, with Feeling" é o sétimo episódio da sexta temporada da série de televisão Buffy the Vampire Slayer. É muito popular por ter sido um episódio totalmente diferente dos outros 143 da série. Ao invés de diálogos formais, várias cenas possuem músicas, tornando-o um episódio musical.

## Sinopse
Buffy está patrulhando em um cemitério durante a noite, mas há algo de errado com ela e com os demônios que ela reúne e mata: eles estão todos cantando e dançando. Buffy canta sobre a sua vida após o retorno à Terra, e como ela se sente sobre isso ( "Going through the Motions").
Na manhã seguinte, seus amigos descobrem que essas coisas têm acontecido com todos eles. Eles de repente começam uma canção novamente, em primeiro lugar imaginando o que pode eventualmente ser a causa para isso ("I've Got a Theory") - incluindo uma nova ideia por Anya ("Bunnies") - e, em seguida,  Buffy canta, afirmando a sua capacidade de lidarem com isso juntos ("If We're Together"). Eles ainda descobrem que todas as pessoas em Sunnydale são obrigados a cantar sobre os seus sentimentos mais interiores ("The Mustard").
Mais tarde  Tara canta uma canção de amor para  Willow sobre a diferença que ela fez em sua vida ("Under Your Spell").  Xander e Anya cantam juntos sobre as coisas de que nunca disseram uns aos outros, ou seja, os seus receios sobre o casamento por vir ("I'll Never Tell"), e  Spike canta a Buffy sobre a natureza da sua relação tortuosa ("Rest in Peace").
Parece que há um novo demônio na cidade (referido como "Sweet" nos créditos) que é o responsável por todos os cantos. Infelizmente, algumas pessoas estão cantando e dançando muito que elas entram em combustão espontânea, devido à liberação de suas dramáticas emoções. Sweet rapta  Dawn , interrompendo o que ela começa a cantar, uma lamentação sobre a sua vida ("Dawn's Lament"). Quando Dawn acorda no The Bronze, ela e três capangas de Sweet, começam uma dança, em ("Dawn's Ballet"). Sweet explica que ele pensa que ela é quem o convocou, e pretende levá-la para o submundo e fazer dela a sua rainha ("What You Feel").
Entretanto, na  Magic Box, Rupert Giles, percebendo que a sua presença continua incentivando Buffy a permanecer emocionalmente dependente dele previne ela de ter mais maturidade, decidindo voltar para a Inglaterra, apesar da dor de abandonar a sua filha postiça ("Standing"). Tara descobre sobre um feitiço de esquecimento que Willow tinha feito na noite anterior para fazê-la esquecer-se sobre uma briga que tiveram, e decide romper com ela. No bate-papo distraído entre Willow e Buffy, Giles e Tara refletem sobre as suas escolhas e da agonia que estão a causar-lhes ("Under Your Spell / Standing (Reprise)").
Spike, com um capanga de Sweet, descobre onde está Sweet com Dawn. Xander, Anya e Willow estão ansiosos para ajudar a salvar Dawn, mas Giles insiste em que Buffy deve ir sozinha. Spike, afastando a teimosia de Giles, oferece-se para ajudar Buffy, mas esta recusa a ajuda quando o desejo dele era ficar longe dela, e ele confronta-a dizendo pra ela dançar até pegar fogo. Buffy parte sozinha, mais uma vez cantando sobre incapacidade de sentir, simultaneamente, como a participação de Spike e os Scoobies expressando a sua vontade de lutar; juntamente com ela, Sweet, chama-os na canção. ("Walk Through the Fire ").
Chegando no Bronze, Buffy começa a cantar e dançar, cinicamente expressando sua condição atual e as dificuldades de ser a Caçadora. Então ela finalmente revela a Sweet e seus amigos que, por sua ressurreição, tinham a tirado do paraíso, em vez de salvar a sua alma da dimensão de um inferno como pensavam. Como seus amigos reagiriam com horror para este fato, ela canta com raiva e desespero, e dança descontroladamente ao ponto de parecer um pouco suicida. Spike chega e para a dança, dizendo-lhe que o único caminho para curar as feridas é de viver a vida, "assim um de nós está a viver" ("Something to Sing About"). Dawn acaba por dizer a fala "A coisa mais difícil neste mundo é viver no mesmo," - o que Buffy falou para ela antes de  sua morte.
Aplaudindo, Sweet se prepara para sair com Dawn, mas descobre que não foi Dawn que tinha convocado ele, mas Xander - que não tinha entendido as implicações - que leva o demônio a raptar a pessoa que o fez e levá-la para o inferno. Como ele deixa Xander de lado, salienta que, devido a todos os sentimentos escondidos que foram revelados uns aos outros nenhum deles pode dizer que "acabou bem" e ousa dizer-lhes que eles estão muito felizes "uma vez mais, com sentimento" ("What You Feel (Reprise) "). O grupo faz, após a vitória alcançada, questionamentos sobre que fazer a seguir ("Where do We Go from Here?").
O episódio termina com Spike e Buffy se beijando enquanto as cortinas caem, como previsto no verso final da anterior canção, enquanto o coro canta uma última vez ("Coda").

## Informações
- Este é o mais longo episódio de Buffy the Vampire Slayer- 50 minutos de duração, mesmo com reduzida abertura de créditos, em vez das habituais 42 minutos.

- A música "Something to Sing About" tem o show da Buffy executado em diversas câmeras, e diretamente para a câmera em close-up extremo na frase "E você pode cantar junto", em que "você" refere-se aparentemente aos telespectadores.

- Durante a música "What You Feel", Sweet faz uma referência à sua primeira compra, o violino de Nero. Esta é uma referência para Nero, o último imperador romano da Dinastia Júlio-claudiana que é conhecido por estar ocupado tocando um violino durante o grande incêndio de Roma, de 18 e 19 de Julho de 64.

- Em uma entrevista, Amber Benson admitiu que dançou em um poste durante a sua dança de reforço em "Something to Sing About". O espectador pode vê-la rindo em passos para trás (isso ocorre durante a frase "and every single verse / can make it that much worse"). Ela também pode ser vista arrumando a frente de sua camisa e depois o cabelo.

- Este é o segundo episódio favorito de Joss Whedon . (Sendo o primeiro  Innocence.)

- A atriz Alyson Hannigan pediu para não ter que cantar muito, pois isso não era nada parecido com sua personagem (Willow).

## Músicas do CD
| N.º | Título                                            | Duração |  |
| 1.  | "Overture / Going Through the Motions"            | 2:57    |  |
| 2.  | "I've Got a Theory / Bunnies / If We're Together" | 2:22    |  |
| 3.  | "The Mustard"                                     | 0:18    |  |
| 4.  | "Under Your Spell"                                | 2:55    |  |
| 5.  | "I'll Never Tell"                                 | 4:01    |  |
| 6.  | "The Parking Ticket"                              | 0:45    |  |
| 7.  | "Rest in Peace"                                   | 2:46    |  |
| 8.  | "Dawn's Lament"                                   | 1:19    |  |
| 9.  | "Dawn's Ballet"                                   | 1:12    |  |
| 10. | "What You Feel"                                   | 3:01    |  |
| 11. | "Standing"                                        | 2:10    |  |
| 12. | "Under Your Spell / Standing — reprise"           | 1:35    |  |
| 13. | "Walk Through the Fire"                           | 3:44    |  |
| 14. | "Something to Sing About"                         | 4:40    |  |
| 15. | "What You Feel — reprise"                         | 0:46    |  |
| 16. | "Where Do We Go from Here?"                       | 1:53    |  |
| 17. | "Coda"                                            | 0:40    |  |
| 18. | "End Credits (Broom Dance / Grr Argh)"            | 0:31    |  |
| 19. | "Main Title"                                      | 0:26    |  |
| 20. | "Suite from Restless"                             | 5:02    |  |
| 21. | "Suite from Hush"                                 | 6:54    |  |
| 22. | "Sacrifice (from The Gift)"                       | 2:55    |  |
| 23. | "Something to Sing About (demo)"                  | 4:27    |  |